# لا جولا رنچ (کالیفرنیا)
لا جولا رنچ (به انگلیسی: La Jolla Ranch) یک منطقهٔ مسکونی در ایالات متحده آمریکا است که در شهرستان فرسنو، کالیفرنیا واقع شده‌است. لا جولا رنچ ۱۰۳ متر بالاتر از سطح دریا واقع شده‌است.